# 鲁兰 (摩泽尔省)
鲁兰（法語：Rouhling，法語發音：[ʁulɛ̃]；洛林法兰克语：Rulinge）是法国摩泽尔省的一个市镇，属于萨尔格米讷区。

## 地理
鲁兰（49°8'14"N, 7°0'9"E）面积6.02 平方千米，位于法国大東部大區摩泽尔省，该省份为法国东北部内陆省份，是洛林的一部分，西南接默尔特-摩泽尔省，东临下莱茵省，北与卢森堡和德国接壤。
与鲁兰接壤的市镇（或旧市镇、城区）包括：格罗斯布利代斯特罗夫、温德兰、伊普兰、利克桑莱鲁兰、努斯维莱尔-圣纳博尔、萨尔格米讷。

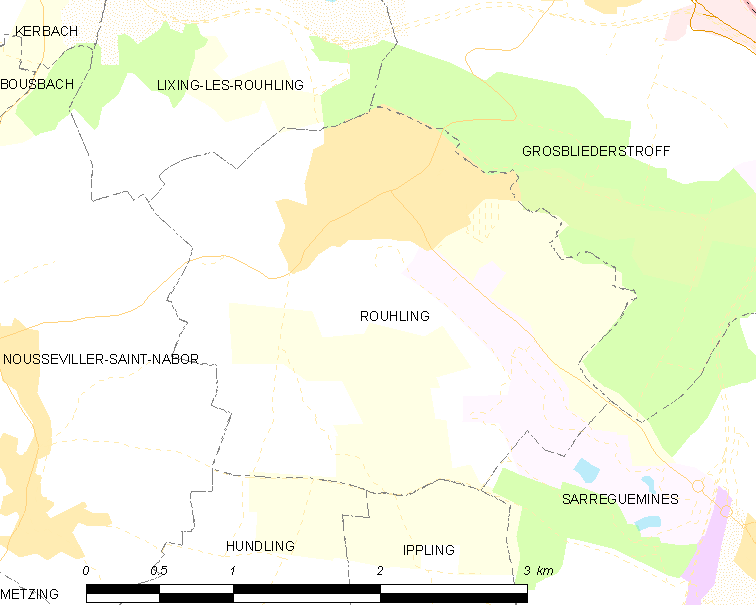
的OSM定位图

鲁兰的时区为UTC+01:00、UTC+02:00（夏令时）。

## 行政
鲁兰的邮政编码为57520，INSEE市镇编码为57598。

## 政治
鲁兰所属的省级选区为萨尔格米讷县。

## 人口

1962-2008年间人口变化图示

鲁兰于2022年1月1日时的人口数量为1965人。